# Saúl García (piłkarz)
Saúl García Cabrero (ur. 9 listopada 1994 w Vioño de Piélagos) – hiszpański piłkarz występujący na pozycji obrońcy w Deportivo Alavés.